# Оккупация Латвии нацистской Германией

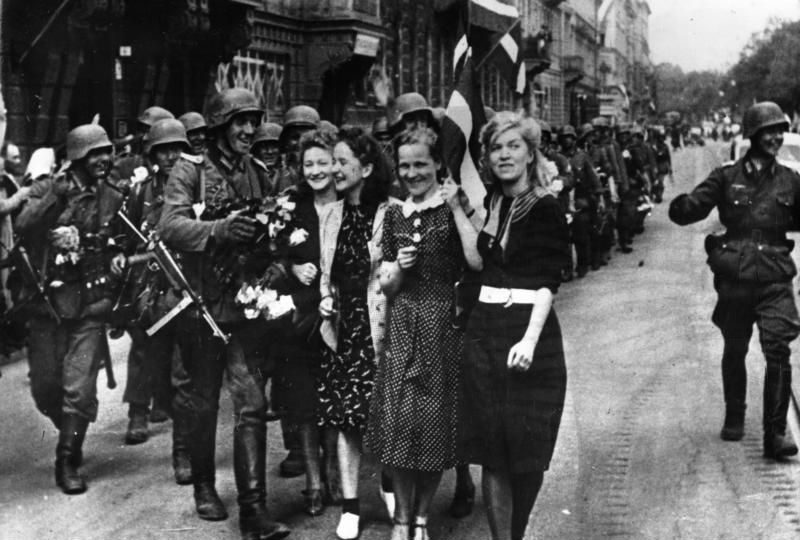
Рига приветствует немецких солдат, июль 1941 года.

Оккупация Латвии нацистской Германией (латыш. Latvijas vācu okupācija) — оккупация Латвии германской армией во время Второй мировой войны, в июне-июле 1941 года. После этого на территории Латвии был создан Генеральный округ Латвия — один из четырёх генеральных округов рейхскомиссариата Остланд.

## Террор и репрессии
Сразу после начала оккупации германские власти в начале июля 1941 года начали кампанию по уничтожению еврейского и цыганского населения. Основные массовые убийства происходили в Румбуле (окраине города Риги). Убийства были совершены айнзацгруппой А и вермахтом. Латышские коллаборационисты, в том числе 500—1500 членов команды Арайса (которые в одиночку убили около 26 тысяч евреев) и других латышских подразделений СД, также принимали участие в этих акциях. К концу 1941 года почти всё еврейское население на территории Латвии было истреблено. Кроме того, около 25 тысяч евреев были привезены из Германии, Австрии и Чехии, из которых около 20 тысяч были убиты.
Всего за годы нацистской оккупации в Латвии погибло 90 тысяч человек, в том числе около 70 тысяч евреев и 2 тысячи цыган, уничтоженных в рамках нацистской «расовой теории». Остальными жертвами стали преимущественно гражданские лица, чьи политические взгляды и деятельность оказались неприемлемы для новой власти.

## Сопротивление
Сопротивление оккупации могло принимать разные формы. Уже с осени 1941 года начался выпуск нелегальных газет и листовок (газета Латышского национального союза Tautas Balss («Голос народа», гл. ред. Артурс Каминскис), газета лидера «Перконкрустс» Густавса Целминьша Vestijums («Вести», выходила с лета 1943 года), вскоре переименованная в Latvju raksti. Brīvā Latvija («Латышские статьи. Свободная Латвия»), листовки Daugavas Vanagi («Ястребы Даугавы»), распространяемые одноимённой подпольной организацией, листовки молодёжной группы Latvijas Vanagu Organizācija («Организация латышских ястребов», ранее Melnais Vanags — «Чёрный ястреб») и др.) В этих СМИ проводились параллели между советским и нацистским режимами, публиковались призывы к бойкоту службы в оккупационных учреждениях, вспомогательной полиции и выезда на заработки в Германию, обнародовались воззвания, направленные на рост национального самосознания, печатались материалы из Das Schwarze Korps и BBC. Только за изготовление и распространение «Гласа народа» с ноября 1942 по апрель 1943 года было арестовано 102 человека и 73 задержано; Целминьш весной 1944 года был арестован и отправлен в концлагерь Флоссенбюрг, а затем Дахау, где находился до окончания войны. Наиболее же опасной молодёжной группой нацисты считали молодёжную организацию Jaunpulki («Новый отряд»), созданную в начале апреля 1942 года Мартинсом Янсонсом из юношей 15—18 лет. Их прокламации призывали не доверять обещаниям нацистов (которые, по их словам, планировали уничтожить латышскую нацию), не сотрудничать с ними и готовиться к борьбе «за свободную Латвию для латышей». В июне 1942 года 7 ведущих членов организации, включая Янсонса, были арестованы.
С конца 1941 года начало организовываться подполье. Одной из первых была группа из более чем 300 человек во главе с членом Демократической партии центра Константинсом Чаксте, действовавшая в Риге, Елгаве, Лиепая, Вентспилсе и сельских районах. Они информировали правительства западных стран и латвийских дипломатов за границей о происходящем в Латвии, веря в победу западных союзников в войне. Параллельно в феврале 1942 года нелегально возобновила свою работу Латвийская социал-демократическая рабочая партия во главе с Паулсом и Бруно Калныньшами, рассчитывавшая на восстановление независимой Латвии на основе Конституции 1922 года. Партия поддерживала контакты с социал-демократами Эстонии, Литвы, Финляндии и Швеции. 13 августа 1943 года состоялась встреча между Чаксте, Калниньшем, а также представителями легальных Крестьянского союза и Партии христианских фермеров и католиков Латгалии, на которой был создан Латвийский центральный совет — координационный орган латышского сопротивления. Совет стоял на платформе независимой от Германии и СССР свободной и демократической Латвии, надеясь на поддержку США и Великобритании. Этот орган подразделялся на семь комиссий — иностранных дел, военную, юридическую, экономическую, информационную (информировавшую страны Запада о положении дел в Латвии), коллективных ресурсов и поддержания контактов; последние две занимались в том числе эвакуацией населения из Курземе (на 17 мая 1945 года из Латвии в Швецию прибыло 4559 человек). Члены Совета подготовили меморандум к западным союзникам, собравший 190 подписей; подписать его предложили и Рудольфу Бангерскису, однако тот отказался. Вскоре, однако, о меморандуме узнали нацисты; Альфред Розенберг даже планировал выдать подписантов коммунистам. В апреле 1944 года многие члены Совета, в том числе Чаксте, были арестованы; 12 июля арестован и Бруно Калныньш, после чего Совет возглавил генерал Вернерс Тепферс. Последнее заседание Совета состоялось 8 сентября 1944 года в Риге. На этом заседании Паулс Калныньш подписал декларацию о восстановлении независимости Латвии; временным правительством провозглашался Латышский центральный совет. Уже на следующий день, однако, Калныньш вынужден был эмигрировать.
Активной была военная комиссия Совета во главе с генералом Янисом Курелисом и его начальником штаба капитаном Кристапсом Упелниексом. В июле 1944 года, воспользовавшись приказом начальника СС в рейхскомиссариате Остланд Фридриха Еккельна о формировании четырёх батальонов айзсаргов в Риге, Скривери, Слоке и Доле, члены военной комиссии Совета убедили командование айзсаргов, а затем и самого Еккельна, уступить руководство батальонами Курелису. Так, летом 1944 года в Курземе удалось сформировать отряд из нескольких тысяч солдат, к которым присоединялись и дезертиры из Латышского легиона СС и вспомогательной полиции. Отряд принял присягу на верность Латвии и латвийской конституции; Германия и Гитлер в присяге не упоминались. Тем не менее, Курелис и Упелниекс не предпринимали активных действий, выжидая удобного момента, в результате чего 12 ноября 1944 года нацисты окружили, разоружили и арестовали членов отряда. Курелис был уволен и выслан в Германию; восьмеро офицеров во главе с Упелниексом были расстреляны в Лиепае; ещё трое отправлены в концентрационный лагерь Штуттгоф. Уцелел лишь батальон лейтенанта Рубениса, однако 5—9 декабря в результате боев с нацистами он был разгромлен. Солдаты группы Курелиса, сумевшие избежать ареста, рассеялись между войсками СС, советскими партизанами и будущими «лесными братьями»; на начало 1945 года, по оценкам нацистов, в лесах находилось около 400 бывших «kurelieši» и других солдат; в радиопередаче Латвийского центрального совета в феврале 1945 года речь шла о «двух тысячах партизан».
Были также латыши, которые занимались спасением евреев от уничтожения; так, Жанис Липке, рискуя своей жизнью, спас больше 50 евреев.